# Богословка (Тюменская область)
Богословка — упразднённая деревня в Аромашевском районе Тюменской области России. Входила в состав Малоскарединского сельского поселения. Исключена из учётных данных в 2004 году.

## География
Располагалась на правом берегу реки Балахлей, в 10 км (по прямой) к юго-юго-востоку от центра сельского поселения села Малоскаредное.

## История
До 1917 года входила в состав Кротовской волости Ишимского уезда Тюменской губернии. По данным на 1926 год состояла из 44 хозяйств. В административном отношении являлась центром Богословского сельсовета Аромашевского района Ишимского округа Уральской области.

## Население
| 1989 | 2002 |
| ---- | ---- |
| 97   | ↘28  |

По данным переписи 1926 года в деревне проживало 267 человек (136 мужчин и 131 женщина), в том числе: русские составляли 100 % населения.
Согласно результатам переписи 2002 года, в национальной структуре населения русские составляли 86 % из 28 чел.